# Petrovičky
Petrovičky település Csehországban, a Jičíni járásban. Petrovičky Pšánky, Petrovice, Bříšťany és Sukorady településekkel határos. Lakosainak száma 54 fő (2024. január 1.).

## Népesség
A település lakosságának változását az alábbi diagram mutatja:
| Lakosok száma | 174  | 161  | 143  | 100  | 47   | 39   | 45   | 46   | 51   | 54   |
|               | 1869 | 1890 | 1921 | 1950 | 1980 | 2001 | 2017 | 2019 | 2022 | 2024 |